# Efekt Jahna-Tellera

Rozszczepienie poziomów t_{2g} i e_{g} dla kompleksu oktaedrycznego w przypadku ich nierównomiernego obsadzenia. W wyniku efektu Jahna-Tellera poziomy e_{g} ulegają rozszczepieniu na a_{1g} i b1_{g}, natomiast poziomy t_{2g} na e_{g} i b_{2g}. Kolejność powstałych poziomów energetycznych zależy od kierunku deformacji wiązania znajdującego się wzdłuż osi S_{4} oktaedru. Trzeba zaznaczyć, że nowo powstałe orbitale nadal posiadają indeks „g”, co świadczy o zachowaniu środka symetrii.

Efekt Jahna-Tellera (czyt. efekt Jaana-Telera) – zjawisko spontanicznego łamania symetrii występujące w układach cząsteczkowych, jak i ciałach stałych, mające swoje konsekwencje w chemii koordynacyjnej, krystalografii, spektroskopii, stereochemii, fizyce ciała stałego i molekularnej, a także w badaniu materiałów funkcjonalnych. Po raz pierwszy zostało ono zaproponowane i wyjaśnione na gruncie teoretycznym przez Hermanna Arthura Jahna i Edwarda Tellera w roku 1937, od których nazwisk pochodzi nazwa zjawiska.

## Twierdzenie
Twierdzenie zaproponowane przez Jahna i Tellera (zwane także teorematem Jahna-Tellera), ma dwie alternatywne formy. Pierwsza mówi o tym, że cząsteczka o geometrii nieliniowej nie będzie stabilna w przypadku występowania degeneracji orbitalnej elektronowego stanu podstawowego. Alternatywnie, stabilność i degeneracja poziomów energetycznych nie mogą występować jednocześnie w cząsteczce, chyba że jest to cząsteczka o symetrii liniowej. Zatem cząsteczka o symetrii nieliniowej, lecz pozwalającej na degenerację jej elektronowych poziomów energetycznych (orbitali), nie będzie stabilna względem deformacji położenia atomów obniżającej jej symetrię, prowadząc tym samym do zniesienia tej degeneracji. Jedynym wyjątkiem przewidzianym przez Jahna i Tellera, jest degeneracja ze względu na spin.
Dowody przedstawione przez Jahna i Tellera opierają się na zastosowaniu teorii grup w obliczeniach wpływu deformacji geometrii układu na jego poziomy energetyczne. Nie zawierają one szczegółów opisujących strukturę elektronową rozważanych układów. Autorzy zasugerowali natomiast, że zjawisko to może zależeć od korelacji potencjalnie zdegenerowanych poziomów energetycznych z wiązaniami chemicznymi obecnymi w układzie. Znalazło to potwierdzenie w rzeczywistości – efekt Jahna-Tellera w szczególności występuje w kompleksach oktaedrycznych gdzie dochodzi do zniesienia degeneracji elektronów walencyjnych atomu centralnego, natomiast będzie on znikomy w przypadku zniesienia degeneracji elektronów należących do rdzenia atomowego.

## Kompleksy metali przejściowych

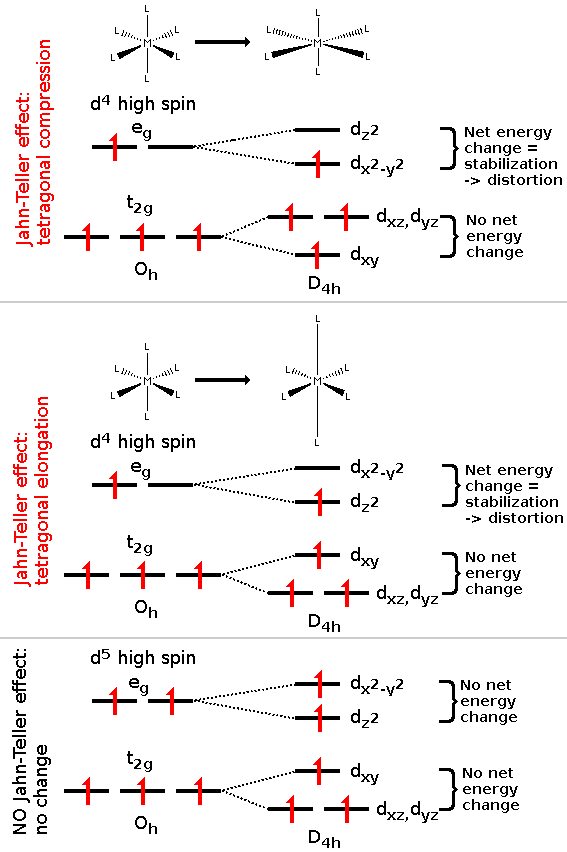
Góra i środek: Efekt Jahna-Tellera pojawia się jako wydłużenie lub skrócenie aksjalnych wiązań w wysokospinowych kompleksach o konfiguracji d^{4} z powodu obniżenia się energii elektronowej układu (na pierwotnym orbitalu e_{g} znajdowała się nieparzysta liczba elektronów). Dół: Efekt Jahna-Tellera nie pojawia się, jeśli nie ma korzyści energetycznej dla układu (na pierwotnym orbitalu e_{g} znajdowała się parzysta liczba elektronów).

Efekt Jahna-Tellera jest najczęściej spotykany w cząsteczkach i związkach kompleksowych metali przejściowych o geometrii oktaedrycznej, tj. gdzie ligandy zajmują wierzchołki oktaedru, a atom centralny jest umieszczony na środku płaszczyzny ekwatorialnej (podstawy jednego z ostrosłupów czworokątnych). Zgodnie z teorią pola krystalicznego, zdegenerowane orbitale podpowłoki d atomu centralnego w takim kompleksie ulegają rozszczepieniu na poziomy o symetrii eg oraz t2g. Efekt Jahna-Tellera pojawia się, gdy atom centralny posiada liczbę elektronów d powodującą nierównomiernie obsadzenie poziomów zdegenerowanych eg lub t2g. Zgodnie z twierdzeniem taka konfiguracja jest niestabilna, co powoduje, że oktaedryczny kompleks ulega deformacji, tj. wydłużeniu lub skróceniu wzdłuż osi czterokrotnej S4. Ze względu na liczebność orbitali eg lub t2g efekt Jahna-Tellera nie pojawia się w przypadku 3, 5 (konfiguracja wysokospinowa), 6 (niskospinowa), 8 i 10 elektronów d atomu centralnego.
| Liczba elektronów d | 0 | 1 | 2 | 3 | 4  | 4  | 5  | 5  | 6  | 6  | 7  | 7  | 8 | 9 | 10 |
| Wysoki/niski spin   |   |   |   |   | HS | LS | HS | LS | HS | LS | HS | LS |   |   |    |
| ------------------- | - | - | - | - | -- | -- | -- | -- | -- | -- | -- | -- | - | - | -- |
| Siła efektu J-T     |   | w | w |   | s  | w  |    | w  | w  |    | w  | s  |   | s |    |

W przypadku kompleksu o konfiguracji d9, np. heksakwamiedzi(II), pojawiają się trzy elektrony na poziomie energetycznym eg. Zgodnie z twierdzeniem Jahna-Tellera dochodzi do rozszczepienia orbitali o symetrii eg i deformacji kompleksu. Zazwyczaj deformacja w tym kompleksie zachodzi w stronę oktaedru wydłużonego wzdłuż osi S4, orbitalem o niższej energii staje się orbital a1g (tworzony przez orbital atomowy dz²), który zostaje podwójnie obsadzony, kosztem jednego elektronu obsadzającego poziom b1g o wyższej energii. Efektywnie energia układu zostaje obniżona, ponieważ rozszczepienie energetyczne obydwu poziomów a1g i b1g zachodzi w tym samym stopniu, a podwójnie obsadzony zostaje orbital o energii niższej. Takie odkształcenie, wbrew pozorom, prowadzi do obniżenia energii elektronowej i stanowi dodatkową stabilizację kompleksu. W skrajnym przypadku kompleks może przyjąć nawet symetrię płaską kwadratową. Dzieje się tak, gdy ligandy związane wzdłuż osi S4 zostają odsunięte na nieskończenie dużą odległość od atomu centralnego.

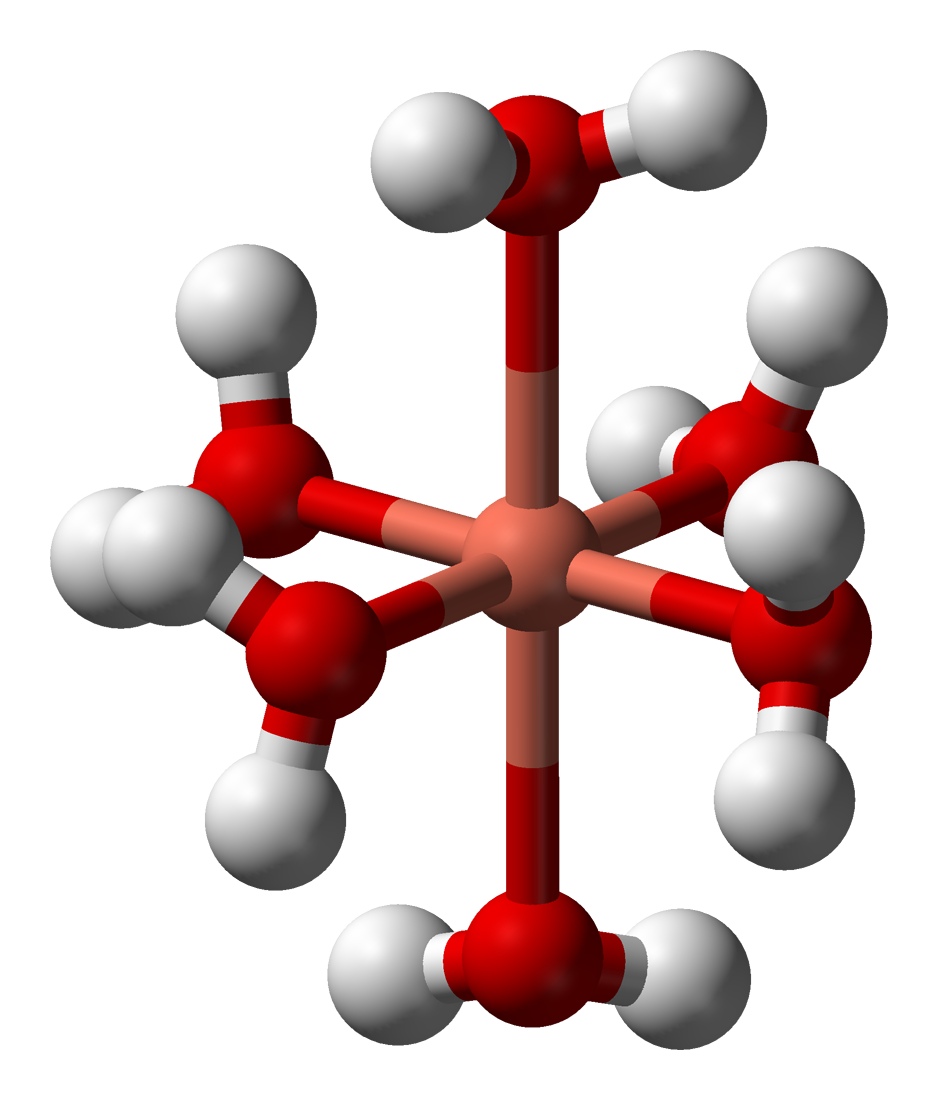
Kompleks heksaakwamiedzi(II)